# Campeonato Mundial de Xadrez de 1963
O match pelo título do Campeonato Mundial de Xadrez de 1963 foi disputado entre o campeão Mikhail Botvinnik e o desafiante Tigran Petrosian. Foi realizado entre 23 de março e 20 de maio em Moscou em um match de 24 partidas no qual Petrosian sagrou-se o nono campeão mundial. O ciclo do campeonato mundial de 1960-1963 envolveu a realização de torneios zonais, um torneio interzonal, e o torneio de candidatos para definição do desafiante ao título.

## Torneios zonais
Nessa época a FIDE já tinha por volta de 50 federações filiadas, divididas em nove zonas: 1) Europa Ocidental;  2) Europa Central; 3) Leste Europeu; 4) União Soviética, 5) Estados Unidos; 6) Canadá; 7) América Central (incluindo também países do norte da América do Sul)  8) América do Sul; 9) Ásia. Cada zona tinha direito de uma a quatro vagas para o Torneio Interzonal de acordo com as forças dos jogadores de cada federação.

### Zona 1 - Europa Ocidental
3 vagas. O zonal ocorreu em Madrid classificando Svetozar Gligorić (Iugoslávia), Arturo Pomar (Espanha) e Lajos Portisch (Hungria).

### Zona 2 - Europa Central
4 vagas. O zonal ocorreu em Ubbergen, Países Baixos. No contexto da Guerra Fria,  o jogador da Alemanha Oriental Wolfgang Uhlmann teve seu visto de entrada nos Países Baixos negado. Isso fez com que os jogadores da Bulgária, Checoslováquia, Hungria, Polônia e Iugoslávia abandonassem a competição. Os vencedores  entre os que restaram foi o islandês  Friðrik Ólafsson seguido pelo austríaco Andreas Dückstein e o alemão ocidental Rudolf Teschner. Esse zonal acabou sendo anulado. Outro torneio zonal foi jogado em 1961 na cidade checha de Mariánské Lázně, com Ólafsson, o checo Miroslav Filip e Uhlmann se classificando. Em seu congresso de 1961, a FIDE decidiu que Dückstein e Teschner  jogariam um match para definir uma vaga para o  Interzonal. Teschner se classificou após o match estar 3-3 e seu adversário desistir.

### Zona 3 - Leste Europeu
3 vagas. O zonal ocorreu em Budapeste, classificando Gedeon Barcza (Hungria), Mario Bertok (Iugoslávia), István Bilek (Hungria).

### Zona 4 - União Soviética
4 vagas. O Campeonato Soviético de Xadrez de 1961 valeu como torneio zonal, classificando-se os quatro primeiros colocados: Tigran Petrosian, Victor Korchnoi, Efim Geller e Leonid Stein. Vários jogados de alto nível não conseguiram a classificação, como o ex-campeão Vasily Smyslov, o ex-desafiante David Bronstein, e Bóris Spassky. A Federação Soviética tentou, sem sucesso, que a Fide incluísse Smyslov no Interzonal.

### Zona 5 - Estados Unidos
3 vagas. O Campeonato dos EUA de Xadrez  de 1960 valeu como torneio zonal, valendo três vagas. Os primeiros colocados foram Bobby Fischer, William Lombardy, Raymond Weinstein, Arthur Bisguier, Samuel Reshevsky e James Sherwin. Além de Fischer,  participariam do interzonal Bisguier e Paul Benko (uma vez que os outros classificados desistiram).

### Zona 6 - Canadá
1 vaga. Daniel Yanofsky, ex-campeão canadense foi o escolhido para a vaga.

### Zona 7 - América Central
1 vaga. Essa zona também contou com jogadores da Colômbia e Venezuela, classificando o colombiano Miguel Cuéllar no torneio zonal ocorrido em Caracas,

### Zona 8 - América do Sul
3 vagas. O torneio zonal ocorrido em São Paulo classificou os argentinos Julio Bolbochán e Samuel Schweber; e o brasileiro Eugênio German.

### Zona 9 - Ásia
1 vaga. O classificado foi o indiano Manuel Aaron.

## Torneio Interzonal de 1962
O Torneio Interzonal foi jogado na cidade sueca de Estocolmo, valendo seis vagas para o Torneio de Candidatos.
| N° | Jogador           | 1 | 2 | 3 | 4 | 5 | 6 | 7 | 8 | 9 | 10 | 11 | 12 | 13 | 14 | 15 | 16 | 17 | 18 | 19 | 20 | 21 | 22 | 23 | Total |
| -- | ----------------- | - | - | - | - | - | - | - | - | - | -- | -- | -- | -- | -- | -- | -- | -- | -- | -- | -- | -- | -- | -- | ----- |
| 1  | Bobby Fischer     | - | ½ | ½ | 1 | ½ | ½ | ½ | ½ | ½ | 1  | ½  | 1  | 1  | 1  | 1  | 1  | 1  | 1  | 1  | 1  | ½  | 1  | 1  | 17½   |
| 2  | Efim Geller       | ½ | - | ½ | ½ | ½ | ½ | 1 | 1 | 1 | 1  | 0  | ½  | 1  | ½  | 1  | 1  | 1  | ½  | ½  | ½  | 1  | 0  | 1  | 15    |
| 3  | Tigran Petrosian  | ½ | ½ | - | ½ | ½ | ½ | ½ | ½ | ½ | ½  | 1  | 1  | ½  | ½  | 1  | ½  | ½  | 1  | 1  | 1  | 1  | ½  | 1  | 15    |
| 4  | Viktor Korchnoi   | 0 | ½ | ½ | - | 1 | ½ | ½ | ½ | ½ | 0  | 1  | 1  | ½  | 1  | 1  | ½  | ½  | 1  | ½  | 1  | 1  | 0  | 1  | 14    |
| 5  | Miroslav Filip    | ½ | ½ | ½ | 0 | - | ½ | ½ | 1 | 0 | ½  | ½  | ½  | 1  | 1  | ½  | ½  | 1  | ½  | 1  | ½  | 1  | 1  | 1  | 14    |
| 6  | Svetozar Gligorić | ½ | ½ | ½ | ½ | ½ | - | ½ | 0 | ½ | ½  | ½  | 1  | ½  | 1  | 0  | 1  | 1  | ½  | ½  | 1  | ½  | 1  | 1  | 13½   |
| 7  | Pal Benko         | ½ | 0 | ½ | ½ | ½ | ½ | - | ½ | 1 | ½  | ½  | 0  | ½  | ½  | 1  | 1  | 0  | 1  | 1  | 1  | ½  | 1  | 1  | 13½   |
| 8  | Leonid Stein      | ½ | 0 | ½ | ½ | 0 | 1 | ½ | - | 0 | 1  | ½  | 0  | 1  | ½  | ½  | 1  | 1  | ½  | ½  | 1  | 1  | 1  | 1  | 13½   |
| 9  | Wolfgang Uhlmann  | ½ | 0 | ½ | ½ | 1 | ½ | 0 | 1 | - | 0  | 1  | 1  | ½  | 0  | 1  | 1  | 0  | 1  | 1  | 1  | 0  | 1  | 0  | 12½   |
| 10 | Lajos Portisch    | 0 | 0 | ½ | 1 | ½ | ½ | ½ | 0 | 1 | -  | ½  | ½  | ½  | ½  | ½  | 1  | 1  | 1  | 0  | 1  | 1  | 1  | 0  | 12½   |
| 11 | Arturo Pomar      | ½ | 1 | 0 | 0 | ½ | ½ | ½ | ½ | 0 | ½  | -  | ½  | 0  | 0  | 1  | ½  | 1  | ½  | 1  | ½  | 1  | 1  | 1  | 12    |
| 12 | Friðrik Ólafsson  | 0 | ½ | 0 | 0 | ½ | 0 | 1 | 1 | 0 | ½  | ½  | -  | ½  | 0  | ½  | ½  | ½  | 1  | 1  | 1  | 1  | 1  | 1  | 12    |
| 13 | Julio Bolbochán   | 0 | 0 | ½ | ½ | 0 | ½ | ½ | 0 | ½ | ½  | 1  | ½  | -  | ½  | ½  | ½  | 1  | ½  | 1  | ½  | ½  | 1  | 1  | 11½   |
| 14 | Gedeon Barcza     | 0 | ½ | ½ | 0 | 0 | 0 | ½ | ½ | 1 | 1  | 1  | 1  | ½  | -  | ½  | ½  | ½  | ½  | ½  | ½  | 1  | 0  | 1  | 11    |
| 15 | Istvan Bilek      | 0 | 0 | 0 | 0 | ½ | 1 | 0 | ½ | 0 | ½  | 0  | ½  | ½  | ½  | -  | ½  | 1  | ½  | 1  | 1  | 1  | 1  | 1  | 11    |
| 16 | Arthur Bisguier   | 0 | 0 | ½ | ½ | ½ | 0 | 0 | 0 | 0 | 0  | ½  | ½  | ½  | ½  | ½  | -  | ½  | ½  | 1  | ½  | 1  | 1  | 1  | 9½    |
| 17 | Daniel Yanofsky   | 0 | 0 | ½ | ½ | 0 | 0 | 1 | 0 | 1 | 0  | 0  | ½  | 0  | ½  | 0  | ½  | -  | ½  | 1  | ½  | ½  | 0  | ½  | 7½    |
| 18 | Mario Bertok      | 0 | ½ | 0 | 0 | ½ | ½ | 0 | ½ | 0 | 0  | ½  | 0  | ½  | ½  | ½  | ½  | ½  | -  | ½  | 0  | ½  | 1  | ½  | 7½    |
| 19 | Eugenio German    | 0 | ½ | 0 | ½ | 0 | ½ | 0 | ½ | 0 | 1  | 0  | 0  | 0  | ½  | 0  | 0  | 0  | ½  | -  | ½  | ½  | 1  | 1  | 7     |
| 20 | Samuel Schweber   | 0 | ½ | 0 | 0 | ½ | 0 | 0 | 0 | 0 | 0  | ½  | 0  | ½  | ½  | 0  | ½  | ½  | 1  | ½  | -  | 1  | ½  | ½  | 7     |
| 21 | Rudolf Teschner   | ½ | 0 | 0 | 0 | 0 | ½ | ½ | 0 | 1 | 0  | 0  | 0  | ½  | 0  | 0  | 0  | ½  | ½  | ½  | 0  | -  | 1  | 1  | 6½    |
| 22 | Miguel Cuéllar    | 0 | 1 | ½ | 1 | 0 | 0 | 0 | 0 | 0 | 0  | 0  | 0  | 0  | 1  | 0  | 0  | 1  | 0  | 0  | ½  | 0  | -  | ½  | 5½    |
| 23 | Manuel Aaron      | 0 | 0 | 0 | 0 | 0 | 0 | 0 | 0 | 1 | 1  | 0  | 0  | 0  | 0  | 0  | 0  | ½  | ½  | 0  | ½  | 0  | ½  | -  | 4     |

### Desempate do 6º lugar
Devido ao empate triplo no 6° lugar, foi realizado um torneio desempate no Sistema de todos contra todos em duas voltas para definir o sexto classificado para o Torneio de Candidatos.
| N.º | Jogador           | 1   | 2   | 3   | Total |
| --- | ----------------- | --- | --- | --- | ----- |
| 1   | Leonid Stein      | -   | ½ ½ | 1 1 | 3     |
| 2   | Pal Benko*        | ½ ½ | –   | 1 - | 2     |
| 3   | Svetozar Gligorić | 0 0 | 0 - | - - | 0     |

*Stein venceu o torneio desempate, mas não ficou com a vaga devido a uma regra definida no Congresso da FIDE de 1959 que limitava o número de jogadores de um mesmo país no Torneio de Candidatos. Uma vez que os também soviéticos Petrosian, Geller, Korchnoi e Keres já estavam classificados, Stein teve que ceder sua vaga para Benko.

## Torneio de Candidatos de 1962
Os seis classificados no Torneio Interzonal, o perdedor do match do mundial anterior (Mikhail Tal) e o  2° colocado no Torneio de Candidatos do ciclo anterior (Paul Keres), jogaram um torneio no sistema de todos contra todos em quatro voltas. O Torneio de Candidatos ocorreu em Curaçao e o vencedor obteve o direito de jogar o match pelo Campeonato Mundial de Xadrez contra Mikhail Botvinnik.
Este foi o último ciclo mundial com o Torneio de Candidatos sendo jogado no exaustivo formato de todos contra todos. A partir do Campeonato Mundial de Xadrez de 1966, seria utilizado o formato de eliminação direta em matches individuais.
| N.º | Jogador          | 1       | 2       | 3       | 4       | 5       | 6       | 7       | 8       | Total |
| --- | ---------------- | ------- | ------- | ------- | ------- | ------- | ------- | ------- | ------- | ----- |
| 1   | Tigran Petrosian | –       | ½ ½ ½ ½ | ½ ½ ½ ½ | ½ 1 ½ ½ | ½ ½ 1 1 | ½ ½ 1 ½ | 1 1 ½ − | ½ 1 1 ½ | 17½   |
| 2   | Paul Keres       | ½ ½ ½ ½ | –       | ½ ½ ½ ½ | 0 ½ 1 ½ | ½ ½ 1 ½ | 1 1 1 0 | 1 ½ 1 − | ½ 1 1 ½ | 17    |
| 3   | Efim Geller      | ½ ½ ½ ½ | ½ ½ ½ ½ | –       | 1 1 ½ 0 | ½ ½ 1 ½ | ½ ½ ½ 1 | ½ 1 1 − | ½ 1 1 ½ | 17    |
| 4   | Bobby Fischer    | ½ 0 ½ ½ | 1 ½ 0 ½ | 0 0 ½ 1 | –       | 0 1 0 ½ | 0 1 ½ 1 | ½ 1 ½ − | 1 ½ 1 ½ | 14    |
| 5   | Viktor Korchnoi  | ½ ½ 0 0 | ½ ½ 0 ½ | ½ ½ 0 ½ | 1 0 1 ½ | –       | ½ ½ ½ 0 | 1 0 ½ − | 1 1 1 1 | 13½   |
| 6   | Pal Benko        | ½ ½ 0 ½ | 0 0 0 1 | ½ ½ ½ 0 | 1 0 ½ 0 | ½ ½ ½ 1 | –       | 1 0 ½ − | 0 1 1 ½ | 12    |
| 7   | Mikhail Tal      | 0 0 ½ − | 0 ½ 0 − | ½ 0 0 − | ½ 0 ½ − | 0 1 ½ − | 0 1 ½ − | –       | 1 0 ½ − | 7     |
| 8   | Miroslav Filip   | ½ 0 0 ½ | ½ 0 0 ½ | ½ 0 0 ½ | 0 ½ 0 ½ | 0 0 0 0 | 1 0 0 ½ | 0 1 ½ − | –       | 7     |

- Nota: Mikhail Tal se retirou do torneio por problemas de saúde. Uma vez que jogou mais da metade do torneio, seus pontos foram considerados na classificação.

Foi jogado um match desempate pelo 2° lugar, valendo uma vaga no Torneio de Candidatos do próximo ciclo do campeonato mundial.
| Jogador     | 1 | 2 | 3 | 4 | 5 | 6 | 7 | 8 | Total |
| ----------- | - | - | - | - | - | - | - | - | ----- |
| Efim Geller | ½ | ½ | 0 | ½ | ½ | 1 | ½ | 0 | 3½    |
| Paul Keres  | ½ | ½ | 1 | ½ | ½ | 0 | ½ | 1 | 4½    |

## Match pelo título

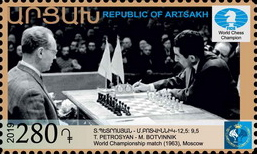
Selo comemorativo do mundial de 1963.

O match pelo campeonato mundial de xadrez de 1963 foi jogado em uma melhor de 24 partidas. O primeiro jogador que chegasse aos 12½ pontos ou mais seria o vencedor. 

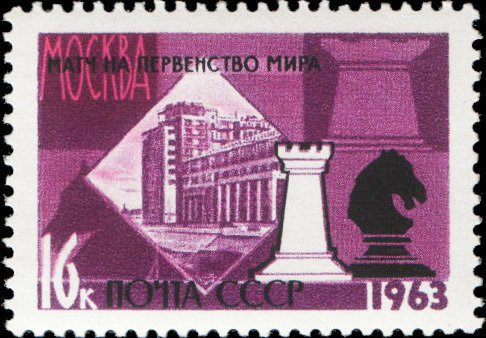
Selo soviético em homenagem ao mundial.

 Moscou, 23 de março a 20 de maio de 1963
| Jogador           | 1 | 2 | 3 | 4 | 5 | 6 | 7 | 8 | 9 | 10 | 11 | 12 | 13 | 14 | 15 | 16 | 17 | 18 | 19 | 20 | 21 | 22 | Total |
| ----------------- | - | - | - | - | - | - | - | - | - | -- | -- | -- | -- | -- | -- | -- | -- | -- | -- | -- | -- | -- | ----- |
| Mikhail Botvinnik | 1 | ½ | ½ | ½ | 0 | ½ | 0 | ½ | ½ | ½  | ½  | ½  | ½  | 1  | 0  | ½  | ½  | 0  | 0  | ½  | ½  | ½  | 9½    |
| Tigran Petrosian  | 0 | ½ | ½ | ½ | 1 | ½ | 1 | ½ | ½ | ½  | ½  | ½  | ½  | 0  | 1  | ½  | ½  | 1  | 1  | ½  | ½  | ½  | 12½   |